# Aimée Antoinette Camus
Aimée Antoinette Camus (1879 – 1965) foi uma botânica francesa.

## Biografia
Aimée Camus foi uma botânica que viveu perto da ilha de Adan, aproximadamente 50 km ao norte de Paris. Nas redondezas da região cresciam numerosas variedades de orquídeas que, junto a influência de seu pai, Edmond Gustave Camus, orquidólogo e botânico, deram origem à sua predileção pela botânica em geral e às orquídeas em especial.
Posteriormente, Aimée Camus (elaborando a parte anatômica das obras) e com a colaboração de seu pai e de outros botânicos como P. Bergon e H.Lecomte na parte taxonômica, publicou várias obras sobre as orquídeas européias. 
Logo após a morte de seu pai, completou e publicou uma obra dele sob o título de Iconographie des Orchidées d´Europe et du Bassin Méditerranéen, Paris (1921-1929), tendo a colaboração do botânico H. Lecomte na parte taxonômica.
Aimée Camus estudou, descreveu e reclassificou diversas orquídeas européias e seus híbridos naturais. Muitas levam a abreviatura do seu nome:
- Cephalanthera damasonium x Cephalanthera longifolia = Cephalanthera schulzei E.G.Camus & Bergon & A.Camus 1908.
- Coeloglossum viride x Dactylorhiza incarnata = (Dactyloglossum) guilhotii E.G.Camus & Bergon &A.Camus 1908.
- Coeloglossum viride x Dactylorhiza maculata = (Dactyloglossum) dominianum E.G.Camus & Bergon &A.Camus 1908.
- Coeloglossum viride x Dactylorhiza majalis = (Dactyloglossum) drucei A.Camus 1928.
- Coeloglossum viride x Gymnadenia conopsea = (Gymnaglossum) quirkii A.Camus 1928.

## Obras
- Première partie: Atlas de la monographie des saules de France / Deuxième partie: Principaux insectes nuisibles aux saules/ (suivi de:) Atlas A.Camus. J. Mersch, Paris (1904).
- Classification de saules d´Europe et monographie des saules de France A.Camus & E.G.Camus, Paris (1905).
- Monographie des Orchidées de l´Europe, de l´Afrique septentrionale… E.G.Camus & A.Camus & P. Bergon, Paris (1908).
- Florule de Saint-Tropez et de ses environs immédiats A.Camus. Paul Lechevalier. Paris. (1912).
- Les Cyprès (Genre Cupressus): Monographie, Systématique, Anatomie, Culture, Principaux usages A.Camus. Paul Lechevalier. Paris. (1914).
- Atlas. Les Châtaigniers: Monographie des genres Castanea et Castanopsis. A.Camus. Paul Lechevalier. Paris (1928).
- Iconographie des Orchidées d´Europe et du Bassin Méditerranéen E.G.Camus & A.Camus & H. Lecomte, Paris (1921-1929).
- Les Chênes: monographie du genre Quercus A.Camus. Paul Lechevalier. Paris. (1938).